# Grand Occident de France

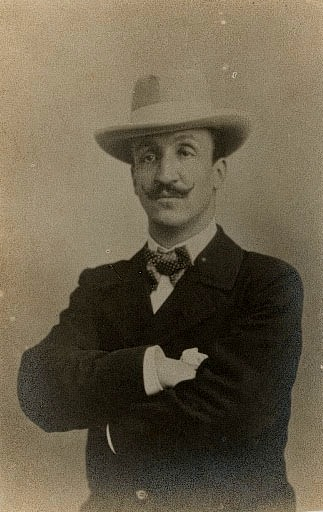
Jules Guérin

Die Ligue antisémitique de France (Antisemitische Liga von Frankreich, LAF), 1899 als Persiflage in Grand Occident de France (GOF - Großes Abendland von Frankreich, im Gegensatz zum Grand Orient) umbenannt, war eine 1897 gegründete und bis 1903 bestehende antisemitische Liga in Frankreich, die von dem Journalisten und Anti-Dreyfusard-Aktivisten Jules Guérin geleitet wurde.

## Geschichte

### Ursprünge
Die Ligue antisémitique de France war die Fortsetzung der Ligue nationale anti-sémitique de France, die von dem rechtsradikalen Polemiker Édouard Drumont geleitet worden und zwischen 1889 und 1892 aktiv gewesen war. Diese erste Liga, die sich durch eine geringe Mitgliederzahl auszeichnete, stellte ihre Tätigkeit nach 1890 fast vollständig ein, da Drumont sehr schnell das Interesse an ihr verlor und sich stattdessen seinen eigenen Werken und später seiner eigenen Zeitung, der 1892 gegründeten La Libre Parole, widmete.
Guérin war Mitglied dieser ersten Gruppe und Mitarbeiter der Libre Parole und gehörte zum Kreis des Marquis de Morès, eines der führenden Antisemiten dieser Zeit in Frankreich. Nach dem Tod des Marquis beschloss Guérin, die Gruppe wiederzubeleben, indem er eine neue Liga bildete. Die ersten Anzeichen der Aktivität dieser neuen antisemitischen Liga wurden im Januar und Februar 1897 in La Libre Parole vorgestellt. Obwohl Drumont zum Ehrenvorsitzenden der Liga ernannt wurde, misstraute er dieser Initiative, da sie den ehrgeizigen Guérin, der als selbsternannter „Generaldelegierter“ unangefochten über diese militante Organisation herrschte, als ernsthaften Konkurrenten etablieren konnte. Der Sitz der Liga befand sich zunächst in der Rue Alphonse-Poitevin Nr. 7 (die einige Monate später in Rue Lentonnet umbenannt wurde).

### Organisation und Aktivitäten

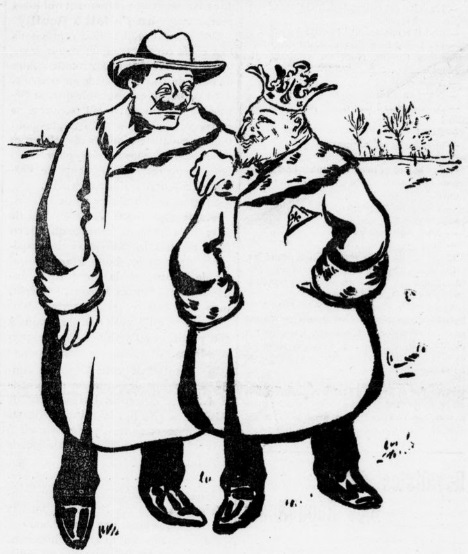
Guérin und Philippe d’Orléans in einer Karikatur des La Croisade antijuive vom 21. Dezember 1902.

Guérin gab die Zahl der Mitglieder mit 11.000 für Juli 1897 und 40.000 für März 1899 an; Zahlen, die weit über den tatsächlichen lagen. Der Historiker Bertrand Joly schätzt die Zahl auf maximal 2700 und auch dies nur auf dem Höhepunkt der Dreyfus-Affäre. Guérin habe, so Joly, meist große Mühe gehabt, auch nur 50 Aktivisten zu mobilisieren. Daneben geht Joly auch davon aus, dass ein nennenswerter Anteil der Mitglieder aus Polizeispitzeln bestand; sogar Guérin selbst steht unter diesem Verdacht.
Die Liga wurde zu erheblichen Teilen von royalistischen Kreisen finanziert. Nachdem Guérin zunächst gute Verbindungen zur Union nationale Théodore Garniers aufgebaut hatte, wandte er sich royalistischen Kreisen zu. Bei einem Treffen mit dem orléanistischen Thronprätendenten Philippe d’Orléans erhielt er eine Zusage über 300.000 Francs. Insgesamt flossen 1,2 Millionen Francs über diese Kanäle an Guérin. Erst nach dem Ende der Liga stellte Philippe, desillusioniert vom Versuch, über diesen Weg Kontakt zu den Massen zu erreichen, die Zahlungen ein.
Während er diese Zuschüsse weitgehend zu seinen Gunsten abzweigte, ermöglichte ein Teil des royalistischen Geldes der Liga, über ein Presseorgan, die im August 1898 gegründete Wochenzeitung L’Antijuif, zu verfügen und sich sehr komfortabel in neuen Räumlichkeiten einzurichten. Im Juli 1898 wurde der Sitz der Liga zunächst in die Rue de Rochechouart Nr. 56 verlegt. Am 6. Juni 1899 wurde der Sitz der Liga schließlich in die Rue de Chabrol Nr. 51 verlegt, in ein Gebäude, das im März zuvor erworben und zu einer regelrechten Festung ausgebaut worden war.
Die LAF organisierte Versammlungen, Konferenzen und lautstarke Straßendemonstrationen. Ihre Mitglieder konnten dabei gewalttätig werden, wie bei den Demonstrationen am 25. Oktober 1898 auf der Place de la Concorde, wo sie den Polizeikommissar Maurice Leproust brutal verprügelten. Gruppierungen wie der Cercle antisémitique d’études sociales (Antisemitischer Zirkel für Sozialstudien), der von Daniel Kimon geleitet wurde, und die Association française pour l’organisation du travail national (Französische Vereinigung für die Organisation der nationalen Arbeit) umkreisten die Liga und organisierten ebenfalls einige Treffen.
Auf dem Höhepunkt der antidreyfusardischen Agitation Ende 1898 und Anfang 1899 nahm Guérin an den Beratungen teil, die am 23. Februar 1899 zu dem Putschversuch von Paul Déroulède, dem Anführer der Ligue des patriotes, führten. Bei diesem Ereignis waren nur etwa 30 Männer der LAF beteiligt und diese verhielten sich relativ passiv. Die Räumlichkeiten der Liga und die Wohnungen einiger ihrer Mitglieder wurden jedoch in den folgenden Tagen durchsucht.

### Grand Occident de France
Als Reaktion auf die Hausdurchsuchungen ließ die LAF ein Plakat aufhängen, auf dem sie sich zum ersten Mal den Titel Grand Occident de France, rite antijuif (Großes Abendland Frankreichs, antijüdischer Ritus) gab. Auf diese Weise verdrehte sie den Namen des Grand Orient de France, der wichtigsten französischen Freimaurer-Obedienz, und prangerte die Zugehörigkeit der Regierenden zur Freimaurerei an, die sie als eine Organisation darstellte, die „zum Instrument der kosmopolitischen Judenheit geworden ist, die offen gegen die Sicherheit des Landes intrigiert“. Der neue Name sollte auch eine Parallele zwischen der Liga, die des Verstoßes gegen das Vereinsgesetz beschuldigt wurde, und den von den Behörden geduldeten Freimaurerlogen ziehen.
Guérin parodierte das wiederkehrende Symbol der drei Punkte „∴“ und beanspruchte für seine Ligisten den Titel "Frères ÷", den er für bescheidener hielt, da „die Natur den Menschen nur zwei Fäuste gegeben hat, um sich zu verteidigen“. Letztere machten sich tatsächlich einen Spaß daraus, diese beiden Punkte mit „zwei Fäuste auf die Fresse zu übersetzen“. Die Namensänderung der Liga wurde von Guérin am 3. März 1899 offiziell bekannt gegeben.
Als im August eine groß angelegte Razzia gegen die royalistischen, nationalistischen und antisemitischen Anführer der Anti-Dreyfusard-Bewegung durchgeführt wurde, um sie wegen Verschwörung vor den Hohen Gerichtshof zu bringen, widersetzte sich Guérin seiner Verhaftung, indem er sich mit mehreren Komplizen anderthalb Monate lang im Hauptquartier des Grand Occident verbarrikadierte. Dieses Ereignis, das damals ein beträchtliches Medienecho fand, wird häufig als Fort Chabrol bezeichnet. Am 20. September wurde Jules Guérin schließlich verhaftet und im Januar 1900 zu einer zehnjährigen Haftstrafe verurteilt, die am 14. Juli 1901 in Verbannung umgewandelt wurde. In seiner Abwesenheit wurde er von seinem Bruder, Louis Guérin, an der Spitze des Grand Occident de France ersetzt.
Drumont, der weiterhin Ehrenpräsident der Liga war, nutzte die Situation aus und gründete am 3. Juli 1901 ein Nationales Antijüdisches Komitee, das Spenden für die Parlamentswahlen im nächsten Jahr einwerben sollte. Eine andere konkurrierende Gruppierung, die Parti national antijuif, war zwei Monate zuvor gegründet worden, doch ihr Anführer Dubuc zerstritt sich sehr schnell mit Drumont und schlug sich auf die Seite Guérins. Nach einer stürmischen Versammlung in Bernay am 1. Dezember 1901 traten Drumont und seine Mitarbeiter aus dem Grand Occident de France aus.
Ohne ihren Anführer, zerrüttet durch interne Streitigkeiten und beeinträchtigt durch die Enthüllungen, die von ehemaligen Mitgliedern und Verbündeten veröffentlicht wurden, ging die Liga zugrunde. 1903 verschwand sie endgültig. In diesem Jahr wurde das Lokal in der Rue de Chabrol aufgegeben, das Mobiliar am verkauft und die Veröffentlichung der Tageszeitung La Tribune française eingestellt, die 1902 an die Stelle von L’Antijuif getreten war und deren letzte Ausgabe am 25. September erschien.

## Weitere Verwendung des Namens
Später verwendeten rechtsextreme Aktivisten wieder den Namen Le Grand Occident de France. Lucien Pemjean, Mitarbeiter von Drumonts La Libre Parole und später von Henry Coston, leitete zwischen 1934 und 1939 eine Monatszeitschrift mit dem Titel Le Grand Occident, organe de propagande et d’action contre la judéo-maçonnerie (Propaganda- und Aktionsorgan gegen die Judäo-Maurerei), an der auch ein ehemaliges Mitglied von Guérins Liga, Albert Monniot, mitarbeitete. Die Ausgabe vom 15. April 1939 trug den Titel „Pétain an die Macht!“.

## Bekannte Mitglieder
Zu den Mitgliedern zählten neben Guérin und Drumont unter anderem auch Lucien Millevoye, Albert Monniot, Max Régis und Raphaël Viau.